# 학점
학점은 수업을 들은 양에 따라 부여되는 단위이다. 대한민국 고등교육법 시행령에서는 15시간 이상을 1학점으로 본다.(실험, 실습 과목은 30시간 이상이 1학점이다.) 평점과 학점을 헷갈려하는 대학생이 많다.

## 고등 교육의 경우
대학의 경우 의과대학이나 교육대학 등 특수한 경우를 빼면 학점제를 시행한다.

## 중등 교육의 경우
미국에서는 중학교부터 수학 X학점, 영어 X학점, 세계사 X학점, 화학 X학점과 같은 식으로 학점제를 시행하지만, 대한민국에서는 민족사관고등학교나 한가람고등학교, 한국과학영재학교 등 일부를 제외하면 시행하지 않는다.